# Hustavlen
Hustavlen er et kort afsnit i Luthers lille Katekismus, som med bibelcitater som grundlag opdeler verden i forskellige dele og forklarer, hvordan de skal styres. Luther indførte begrebet hustavle  men traditionen for sammenstillingerne fandt han i Det Nye Testamente.  Hovedinddelingen er mellem de tre "stande", den åndelige, den verdslige og husstanden, og derefter er også hver stand opdelt i overhoved og undersåtter. Vær opmærksom på, at hustavlens tre "stande" ikke må blandes sammen med den politiske standsindelning mellem adel, præster, borgere og bønder. Hustavlen er ikke med i alle danske udgaver af den lille Katekismus. 
Hustavlens verden indebærer et samfundssyn, som beskriver hver persons plads i tilværelsen, hvor:
- hver person har en rolle inden for hver stand[2]
- hver rolle omfatter visse ansvar[2]
- og samme person kan være overhoved i en stand og undersåt i en anden.

| Citat      | Så giv kejseren, hvad kejserens er, og Gud, hvad Guds er! | Citat |
| Matt 22,21 |                                                           |       |

## Den åndelige stand
I den åndelige stand er præsterne øvrigheden. Præsterne har som ansvar at udøve den åndelige disciplin og prædike Guds ord. Alle præstens tilhørere, uanset verdslig magt, er i denne stand undersåtter og forventes at agte præsternes ord og forsørge dem økonomisk. Som ledere af menighederne skal præsterne gå forrest med et godt eksempel ved blandt andet at være ædru, kloge, fredsommelige og frie for pengebegær.

## Det verdslige stand
Som det åndelige ligger under præsternes område ligger alt andet under "kongens". Kongen, fyrsten eller lignende er en øvrighed indsat af Gud med ansvar for at styre og dømme folket og overvåge lov og orden. At sætte sig op mod "kongen" er at sætte sig op mod Gud, mens underordning er at ære Guds vilje.
| Citat    | Giv alle, hvad I skylder dem: den, der har krav på skat, skat; den, der har krav på told, told; den, I skylder frygt, frygt; den, I skylder ære, ære. | Citat |
| Rom 13,7 | |       |

## Husstanden
Husstanden på Luthers tid indbefattede alle, som boede og arbejdede i hjemmet, så ud over det, man i dag ser som kernefamilien, kunne der også være (tjeneste)piger, karle og ældre slægtninge. Overhovedet i husstanden var først og fremmest husbonden, men i mange situationer var det snarere husmoderen, der udførte de opgaver, som tilhørte overhovedet. Rollen, som tildeltes overhovedet i husstanden, var både moralsk og økonomisk at sørge for alle husstandens medlemmer. I dette indgik såvel at sætte mad på bordet som at se til, at alle var sat ind i Guds vilje og Bibelens ord. Resten af husstandens opgave var at løse de opgaver, som de fik, og at vise kærlighed og ærbødighed over for husbonden og husmoderen. Hustavlen er i denne sammenhæng formaninger til dem, der bor i husstanden.
| Citat | Tag nu enhver sit eget stykke, så giver Gud dig megen lykke. | Citat |
| [ 5 ] |                                                              |       |